# Agrotis brunnea
Agrotis brunnea là một loài bướm đêm trong họ Noctuidae.